# Пфайзер
Файзър е щатска многонационална фармацевтична корпорация. Тя е една от най-големите фармацевтични компании в света и към 2018 г. се нарежда на 57-о място в списъка Fortune 500 на най-големите щатски компании по общ приход.
Централата на компанията се намира в Ню Йорк. Файзър разработва и произвежда лекарства и ваксини в широк спектър от медицински дисциплини, включващи имунология, онкология, кардиология, ендокринология и неврология. Сред по-популярните ѝ лекарства са „Липитор“ (аторвастатин), използван за понижаване на LDL кръвния холестерол, „Лирика“ (прегабалин) за невропатична болка и фибромиалгия, „Дифлукан“ (флуконазол) с орално противогъбично действие, антибиотикът „Зитромакс“ (азитромицин), „Виагра“ (силденафил) за еректилна дисфункция и „Селебрекс“ (селекоксиб) с противовъзпалително действие.
На 19 декември 2018 г. от Файзър съобщават, че ще се слеят с британската GlaxoSmithKline, като последната ще запази дела на акциите си от 68%. Pfizer е част от промишления индекс „Дау Джоунс“ от 2004 до 2020 г., когато е обявено, че компанията ще бъде заменена в индекса от „Амджен“.

## Ваксина Comirnaty
През 2020 г. компанията Файзър заедно с компанията BioNtech разработват ваксина срещу COVID-19 на основата на информационна РНК. Търговското наименование на продукта е Comirnaty и от края на декември 2020 г. получава разрешение да се прилага и у нас.